# Discalma minoa
Discalma minoa là một loài bướm đêm trong họ Geometridae.